# A Fairly Odd Movie: Grow Up, Timmy Turner!
A Fairly Odd Movie: Grow Up, Timmy Turner! (bra: Os Padrinhos Mágicos: O Filme - Cresça, Timmy Turner!) é um telefilme canado-estadunidense de 2011, do gênero comédia, dirigido por Savage Steve Holland, baseado na popular série animada The Fairly OddParents.

## História
O filme foca em Timmy Turner (interpretado por Drake Bell) Dez anos depois do final da série se recusa a crescer para manter suas fadas, Cosmo (Jason Alexander) e Wanda (Cheryl Hines), porque as Regras dizem que todo afilhado perde seus padrinhos quando crescem. Mas quando Tootie (Daniella Monet), irmã da babá Vicky (Devon Weigel) e antigamente uma nerd, que mantinha uma paixão por Timmy, retorna à Dimmsdale crescida e bem mais bonita, e Timmy começa a ter sentimentos bem adultos por ela. Ele agora tem que decidir entre crescer e estar com a mulher que ele ama ou continuar agindo como uma criança para manter seus queridos Padrinhos Mágicos. Ao mesmo tempo, Hugh J. Magnate (Steven Weber), um magnata do petróleo volta sua atenção para capturar as fadas de Timmy, com o objetivo de usar os poderes delas para satisfazer suas ambições maníacas.

## Elenco
- Drake Bell como Timmy Turner
- Jason Alexander como Cosmo
- Cheryl Hines e Susanne Blakeslee como Wanda
- Daniella Monet como Tootie
- Tara Strong voz de Poof
- Steven Weber como Hugh J. Magnate/O Magnata
- David Lewis como Sr. Crocker
- Daran Norris como Sr. Turner/Pai do Timmy/Cosmo (voz)
- Teryl Rothery como Sra. Turner/Mãe do Timmy
- Devon Weigel como Vicky
- Randy Jackson como Poof (voz)

## Sequência
Vinte dias após o lançamento do filme pela Nickelodeon, o criador de "The Fairly OddParents" e escritor do filme, Butch Hartman, publicou no "Twitter" que estava trabalhando em ideias para uma sequência de Grow Up, Timmy Turner!. Em 14 de março de 2012, durante o anúncio de estreias de 2012 a 2013 da Nickelodeon, a sequência do primeiro filme live-action de 2011 foi anunciada. O filme, intitulado "A Fairly Odd Christmas" ("O Natal dos Padrinhos Mágicos", em tradução livre), está programado para ir ao ar na época natalina de 2012, nos Estados Unidos.